# Hoterodes ausonia
Hoterodes ausonia is een vlinder uit de familie van de grasmotten (Crambidae), uit de onderfamilie van de Spilomelinae. De wetenschappelijke naam van deze soort is voor het eerst voorgesteld als Phalaena Pyralis ausonia door Pieter Cramer in een publicatie uit 1777.
De soort komt voor in Cuba, Puerto Rico, Guatemala, Honduras, Nicaragua, Costa Rica en Suriname.